# A híd
A híd (węg. Most) – drugi studyjny album węgierskiej rockowej grupy Dinamit. Album został wydany w 1981 roku na LP i MC przez Hungaroton-Pepita. W 1995 roku album został wydany wraz z albumem Dinamit na jednym CD pod nazwą Mindörökké.

## Lista utworów

### Strona A
1. "Te mondd meg!" (4:19)
2. "Tanulj meg sírni!" (4:39)
3. "Dzsungelharc" (3:29)
4. "Csontváz" (3:39)
5. "Néma kőszobor" (3:01)

### Strona B
1. "Tűz van" (4:31)
2. "A pók" (3:21)
3. "Ott van a híd" (3:41)
4. "Tépd el az időt" (6:25)

## Wykonawcy
- Gyula Vikidál – wokal
- Antal Gábor Szűcs – gitara
- Gyula Papp – organy, fortepian
- Alajos Németh – gitara basowa
- Gábor Németh – perkusja